# Senemiâh
Senemiâh (Sn-m-jˁḥ, « le fils de la lune ») est un des grands personnages des règnes d'Hatchepsout et de Thoutmôsis III (XVIIIe dynastie).

## Biographie
Senemiâh est le fis d'Ouadjmès et de Iahmès, mais on n'a aucune information d'eux. Il a eu deux épouses, sans doute successives : Senseneb  et Tétiseneb.

## Carrière
Senemiâh a commencé sa carrière comme scribe royal (sš nsw) ; il porte alors essentiellement des titres en rapport avec des activités de contrôle dans le domaine agricole : 
- « Le scribe qui compte les pains de Haute et Basse Égypte » (sš ḥsb(w) t.w n šmˁw mḥw)
- « Celui qui compte les vêtements et les céréales de Haute et Basse Égypte » (ḥsb(w) ḥbs jt n šmˁw mḥw)
- « Le superviseur de tous les produits maraîchers » (mr rnp.wt nb(.w))
- « Le supérieur de la place du vin » (mr s.t jrp)

Par la suite, Senemiâh a eu des postes plus importants, jusqu'à atteindre celui de directeur du trésor : 
- « Porteur du sceau, confident du Maître des Deux-Terres » (sḏȝw bity, mḥ-jb nb tȝ.wy)
- « Le supérieur de la Double maison du trésor » (jmy-r pr.wy-ḥḏ)
- « Le confident du roi dans toutes les charges » (mḥ-jb n nsw m jȝ.t nb)
- « Le grand des favoris dans le Palais royal » (wr ḥs.wt m stp-sȝ)

Senemiâh porte aussi quelques titres sacerdotaux :
- « Le dignitaire dans le Per-néfer » (la maison de l'embaumement) (sȝb m pr-nfr)
- « Celui qui agrandit la place dans la Maison de Vie » (wsḫ(w) st m pr-ˁnḫ)

## Sépulture
Senemiâh possède une tombe à Cheikh Abd el-Gournah : TT127. Vu son importance dans la hiérarchie, peut-être s'est-il fait aménager une autre tombe lorsqu'il est devenu directeur du trésor.